# Polypodium macaronesicum
Polypodium macaronesicum là một loài dương xỉ trong họ Polypodiaceae. Loài này được A.E. Bobrov mô tả khoa học đầu tiên năm 1964.
Danh pháp khoa học của loài này chưa được làm sáng tỏ. 

## Hình ảnh

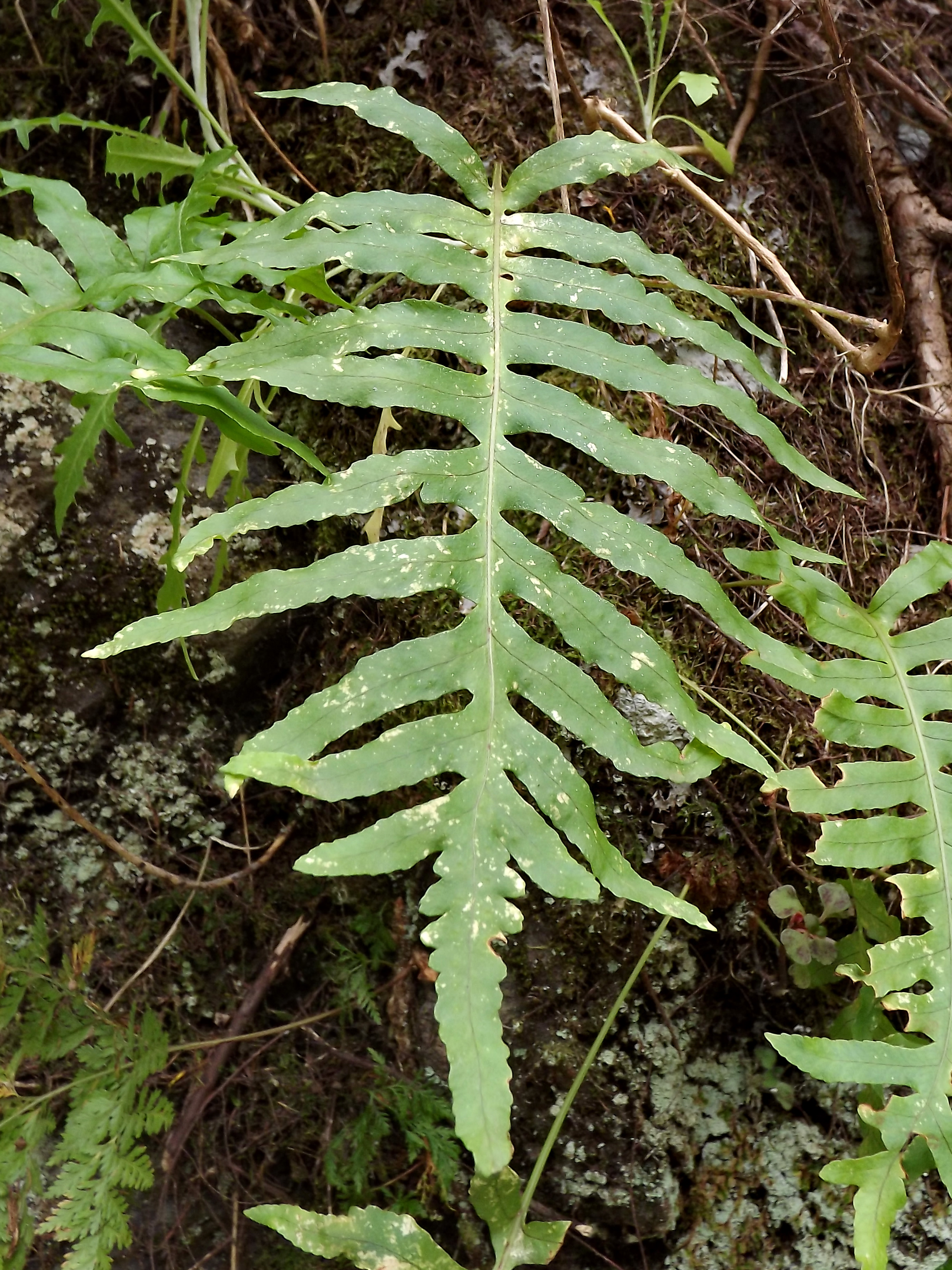
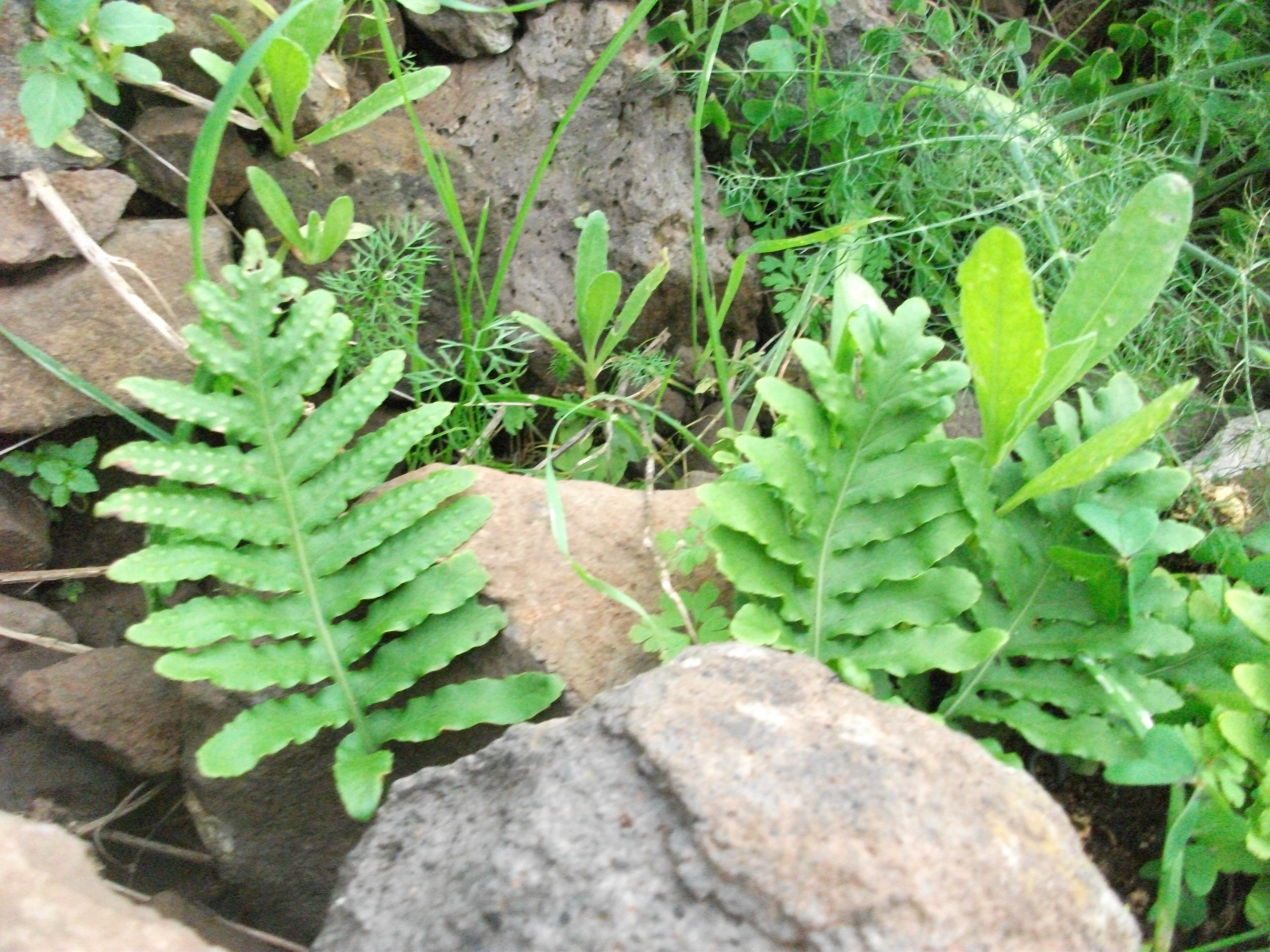
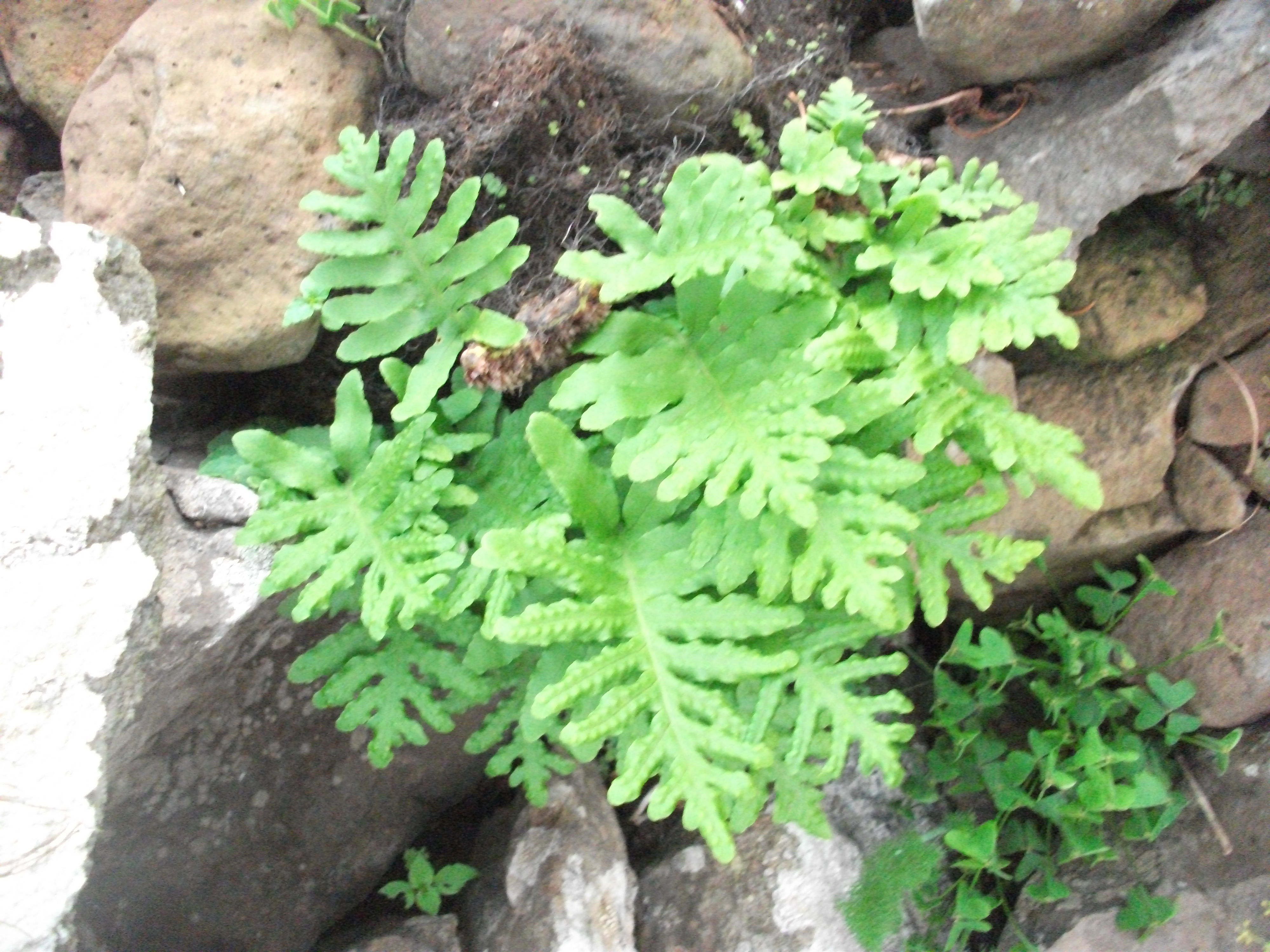